# Mike Gallagher
Michael Gallagher dit Mike Gallagher, né le 3 mars 1984 à Green Bay, est un homme politique américain. Membre du Parti républicain, il est élu du Wisconsin à la Chambre des représentants des États-Unis de 2017 à 2024.

## Biographie

### Jeunesse et carrière professionnelle
Mike Gallagher est originaire de Green Bay. Ses parents, médecins, divorcent durant son adolescence. Il partage alors son temps entre le Wisconsin et la Californie. Il sort major de promotion de son lycée du comté d'Orange.
Il étudie à l'université de Princeton et obtient un doctorat en relations internationales de Georgetown. Il sert pendant sept ans dans les United States Marine Corps ; il acquiert le grade de capitaine et est déployé à deux reprises dans la province irakienne d'Al Anbar.
Après l'armée, il travaille pour la commission des affaires étrangères du Sénat où il s'occupe notamment des affaires relatives au Moyen-Orient et au contreterrorisme. En février 2015, il devient le conseiller en relations internationales du gouverneur du Wisconsin Scott Walker, qui se prépare pour l'élection présidentielle américaine de 2016. Il travaille ensuite comme stratège marketing à Breakthrough Fuel, à Green Bay.
Il détient des intérêts financiers dans des entreprises du secteur de l'armement.

### Représentant des États-Unis
En février 2016, il annonce sa candidature à la Chambre des représentants des États-Unis dans le 8e district du Wisconsin où le républicain Reid Ribble ne se représente pas. La circonscription couvre le nord-est de l'État et inclut les villes d'Appleton et de Green Bay. Il remporte la primaire républicaine avec près de 75 % des voix devant le sénateur Frank Lasee et le maire de Forestville Terry McNulty. Le 8 novembre 2016, il est élu représentant avec 63 % des voix face au démocrate Tom Nelson. Il est largement réélu en 2018, rassemblant près de deux tiers des suffrages face au démocrate Beau Liegeois, adjoint au procureur de district du comté de Brown. Il est réélu en 2020 et 2022. En février 2024, il annonce sa prochaine démission qui devient effective le 24 avril suivant.

## Positions politiques
Durant son mandat, Gallagher est généralement aligné sur les positions défendues par Donald Trump, à l'exception de sa politique douanière sur l'acier, l'aluminium et le lait. Il défend également les enquêtes sur le Russiagate, estimant que « la Russie n'est pas l'amie des États-Unis ».
Au printemps 2018, avec d'autres nouveaux élus démocrates et républicains, il propose de limiter le nombre de mandats dans le temps à six mandats pour les représentants et deux mandats pour les sénateurs, soit 12 ans.

## Historique électoral

### Chambre des représentants des États-Unis
| Année | Mike Gallagher | Démocrate |
| ----- | -------------- | --------- |
| Année |                |           |
| 2016  | 62,65 %        | 37,30 %   |
| 2018  | 63,69 %        | 36,28 %   |
| 2020  | 64,18 %        | 35,79 %   |
| 2022  | 72,21 %        | -         |